# Stavern
Stavern er en by og en tidligere norsk kommune  i den nuværende Larvik kommune Vestfold og Telemark fylke. Indtil kommunesammenlægningen i  1988 var Stavern Norges mindste bykommune med et areal på kun 2,3 km². Stavern har siden fået sin bystatus tilbage og havde 5.732 indbyggere per 1. januar 2009.

## Historie
Stavern har formentlig været havn og ankerplads fra oldtiden. Navnet er fundet i den norrøne form "Staferni" i skriftlige kilder fra 1100-tallet. "Staferni" kommer af stafr, det vil sige "stav", og erni som har uvis betydning. Fra 1200-tallet blev Stavern beskrevet som et fiskeristed med god havn. Senere fik Stavern lodsstation og udviklede handel og stor skibstrafik. Stavern fik yderligere betydning, da Ulrik Frederik Gyldenløve byggede befæstningerne på Citadelløya i 1600-tallet, og flådestationen og galejværftet for marinen blev flyttet fra Lagmannsholmen i Kristiansand til Stavern omkring 1758.
Både det gamle stednavn og vore dages navn er Stavern, men fra 1799 til 1930 havde hele området samme navn som orlogsstationen Fredriksvern (Frederiksværn). Stavern var det sidste sted i Norge, som fik status som købstad, 1. juli 1942. Stavern mistede sin bystatus, efter at storkommunen Larvik blev grundlagt af de tidligere kommuner Hedrum, Tjølling, Brunlanes, Larvik by og Stavern, men fik denne igen efter lokalt initiativ i 1996.
Byens ældste dele rummer mange fredede bygninger, blandt andre Gisken og Herman Wildenweys hjem, Hergisheim.

## Blokhusene
Blokkhus, som ligger på nogle højder i Stavern, blev anlagt i 1788 – 1790. De indgik som en del af en ydre befæstning rundt om byen og værftet. Oprindeligt var der tre blokhuse på landsiden.

## Militærbyen
Den militære aktivitet i Stavern begyndte med bygningen af Staverns Fort fra 1675 til 1679.
I vinteren 1748-1749 besluttede Frederik V at bygge et nyt galejværft og en hovedstation for orlogsflåden i Norge. Han indså risikoen for krig med Sverige. Hovedstationen i Norge måtte kunne støtte landstyrkerne ved indmarch i Sverige, samtidig med at en flådestyrke kunne stoppe en tilsvarende svensk fremrykning over land mod Norge.
I 1750 startede så opførelsen af det, som senere skulle blive Norges første hovedstation for marinen, Fredriksvern Verft (Friderichsværn (1801), Fredriksværn (1865), Fredriksværen (1900)). Anlægget blev placeret i Stavern og havde militær aktivitet frem til 2002.
Ud over at være en vigtig orlogshavn var Stavern i 17- og 1800-tallet også et vigtigt knudepunkt i den civile skibstrafik fra Norge til Danmark og Sverige. Norges to første dampskibe, DS Constitutionen i kystrute mellem Oslo og Kristiansand, og DS Prinds Carl i rute på Göteborg og København korresponderede og udvekslede post i Stavern fra 1827.
I nyere tid er det Luftforsvaret, som har haft sit virke i Stavern. Officers-, sanitets-, chauffør- og MP-uddannelsen har været her. Efter 2002 har Justitiesektorens kurs- og øvelsescenter (JKØ) brugt store dele af Fredriksvern Værft som kurs- og øvelsesområde.

## Kirke og kultur
Stavern tilhører Tunsberg stift, og sognekirken Stavern Kirke ligger ved torvet i centrum.
Stavern huser mange landskabsmalere. Specielt er havet et yndet motiv for malere i området.

## Stavernfestivalen
Stavernfestivalen er en årligt rockefestival med udendørs koncerter i Skråvika. Den blev afholdt første gang i juli 2001. Festivalchef er Roger Albin.

## Sommerbyen
Stavern er kendt som en turistby. Stavern blev kåret til Norges fineste sommerby af netstedet dinside.no i sommeren 2007.